# Ширази (салат)
Салат Ширази (перс. سالاد شیرازی‎, sālād shirāzi) — иранский салат, происходящий из Шираза на юге Ирана и названный в его честь. Это относительно современное блюдо, появившееся после появления помидоров в Иране в конце XIX века в эпоху Каджаров. Его основными ингредиентами являются огурец, помидор, лук, оливковое масло, травяные специи и сок винограда, хотя иногда при его приготовлении используется сок лайма. В Иране его едят летом как самостоятельный гарнир и круглый год как гарнир к мясным блюдам, таким как кебаб, а также в качестве перекуса до и после еды. Салат ширази иногда подают в качестве гарнира к рису, например, к лубиа-поло, иранскому блюду из риса, приготовленному с использованием зелёной фасоли и помидоров. Автор кулинарной книги Джила Дана-Хаэри описывает это блюдо как освежающее летом.
Салат ширази был описан как аналог национального салата в Иране, и является обычным дополнением к еде. Его также можно использовать аналогично приправе, чтобы уменьшить остроту тушёных блюд. Обычно он имеет хрустящую и влажную структуру и чем-то похож на пико-де-гайо и израильский салат.

## Ингредиенты

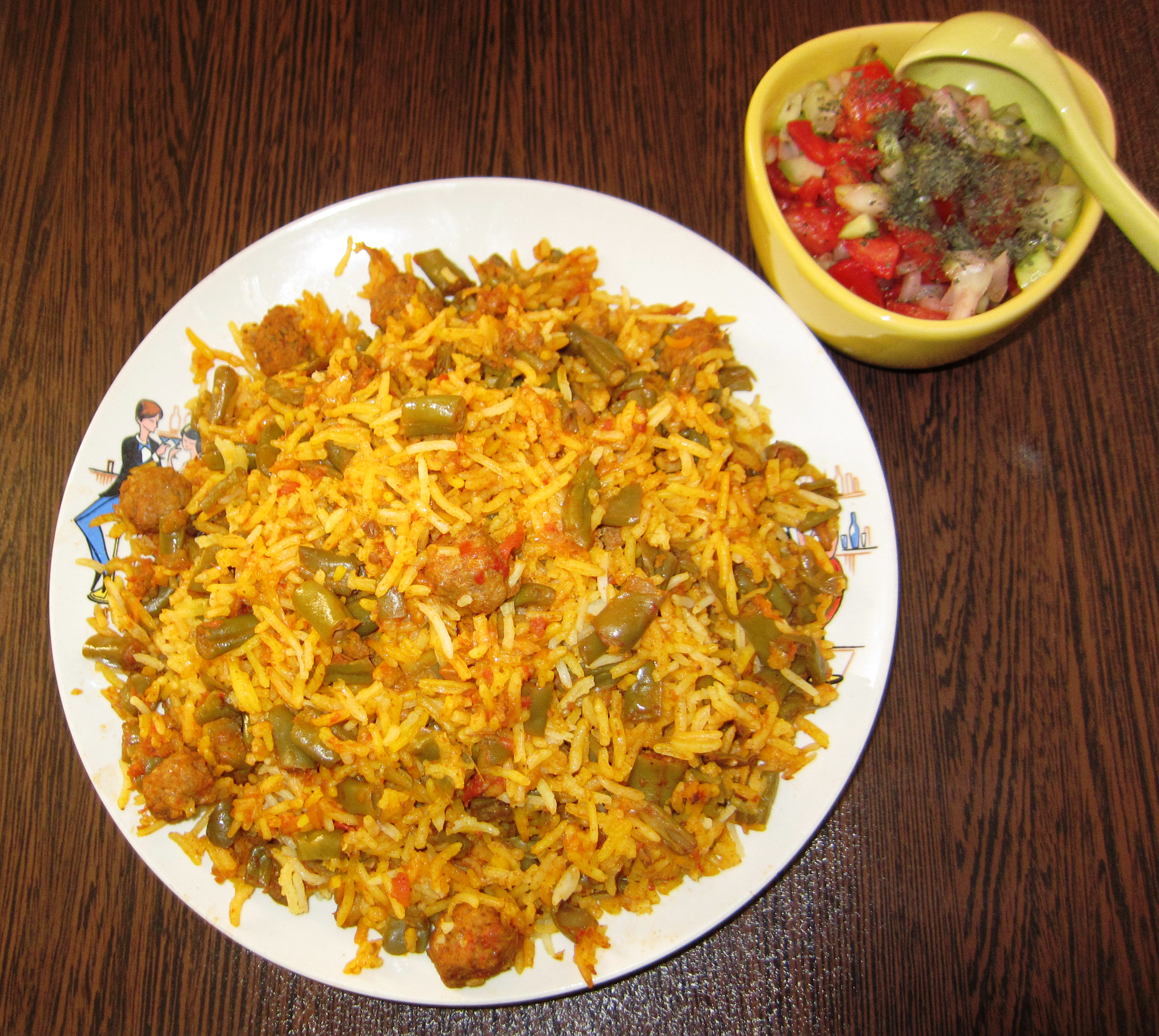
Иранский лубиа-поло (зелёная фасоль, приготовленная с рисом) и салат Ширази

Основные ингредиенты салата Ширази состоят из небольших частичек мелко нарезанного огурца, помидора и лука, смешанного с вержусом (иногда свежим соком лимона или лайма) и небольшим количеством сушёной мяты. Можно использовать оливковое масло, соль и перец, а дополнительные ингредиенты могут включать нарезанную мяту, петрушку, зелёный лук, укроп, сумах и красный уксус. Салат может иметь кислый и солёный вкус, и его вкус может усилиться после того, как он постоял в течение часа или дольше перед подачей на стол, что даёт время для смешения вкусов. Его можно подавать с хлебом, таким как пита и лаваш, или с сыром и/или грецкими орехами.